# T’en va pas
«T’en va pas» (с фр. — «Не уходи») — песня, исполненная французской певицей Эльзой Лунгини. Композитором и аранжировщиком песни был итальянец Романо Мусумарра, прежде сочинивший хиты для известных французских исполнительниц 1980-х: Жанны Мас («En Rouge et Noir») и Стефании, принцессы Монако («Ouragan»). Текст композиции посвящён разводу родителей маленькой девочки, которая поёт: «Папа, не уходи».
«T’en va pas» прозвучала в фильме Режиса Варнье «Женщина моей жизни» (La Femme de ma vie), в котором Лунгини исполнила роль дочери героини Джейн Биркин. Премьера киноленты состоялась в октябре 1986 года, и в том же месяце песня была выпущена в качестве дебютного сингла 13-летней исполнительницы.
Релиз вышел на лейбле Carrere в двух вариантах: 7-дюймовая грампластинка включала короткую версию песни и её инструментальную версию, а макси-сингл содержал ремикс и удлинённый инструментал. Фотография для обложки была сделана Жоржем Лунгини, отцом певицы, автором песен, который впоследствии помогал ей записывать дебютный альбом. В видеоклипе чередуются сцены из кинофильма и кадры поющей Эльзы. Кроме того, позднее была записана англоязычная версия песни под названием «Papa, Please Don’t Go», также выпущенная на сингле в 1987 году, но она не имела успеха, и видеосопровождение к ней не снимали. Обе языковые версия вышли на сборник лучших песен Elsa, l’essentiel 1986—1993 (2010). Концертное исполнение «T’en va pas» включена в DVD Connexion Live (2006).
«T’en va pas» имела огромный успех во Франции. В начале декабря 1986 года песня дебютировала на 26-м месте во французском хит-параде, составляемом Национальным синдикатом звукозаписи, и спустя неделю вошла в десятку. В первую неделю следующего года она сместила с вершины хит группы Europe «The Final Countdown» и продержалась на первой строке восемь недель подряд. На тот момент Эльза стала самым молодым исполнителем, возглавившим французский хит-парад; этот рекорд был побит в 1993 году 4-летним Жорди́. В общей сложности сингл провёл в чарте Франции 25 недель (18 из них — в первой десятке) и получил сертификат «золотого» диска за полмиллиона проданных экземпляров. Песня также достигла 41-го места в чарте Нидерландов, где провела шесть недель. На родине певицы «T’en va pas» занимает 133-е место среди синглов-бестселлеров за всю историю.
Песня также хорошо известна в Японии, благодаря тому что она звучала на телевидении в рекламе джинсов, и кроме того, Тайто Кубо использовал её в качестве музыкальной темы Орихимэ Иноуэ, персонажа аниме «Блич». В середине 2000-х годов французская певица Присцилла исполнила «T’en va pas» на телешоу Absolument 80, выходившем в эфир на канале M6. В 2008 году песня была использована в рекламном ролике дезодоранта Impulse на аргентинском телевидении.

## Издания
Сингл на 7-дюймовой грампластинке
1. «T’en va pas» — 3:50
2. «T’en va pas» (instrumental) — 4:45

Макси-сингл на 12-дюймовой грампластинке
1. «T’en va pas» (remix) — 5:32
2. «T’en va pas» (instrumental) — 5:32